# Zachód (geomorfologia)

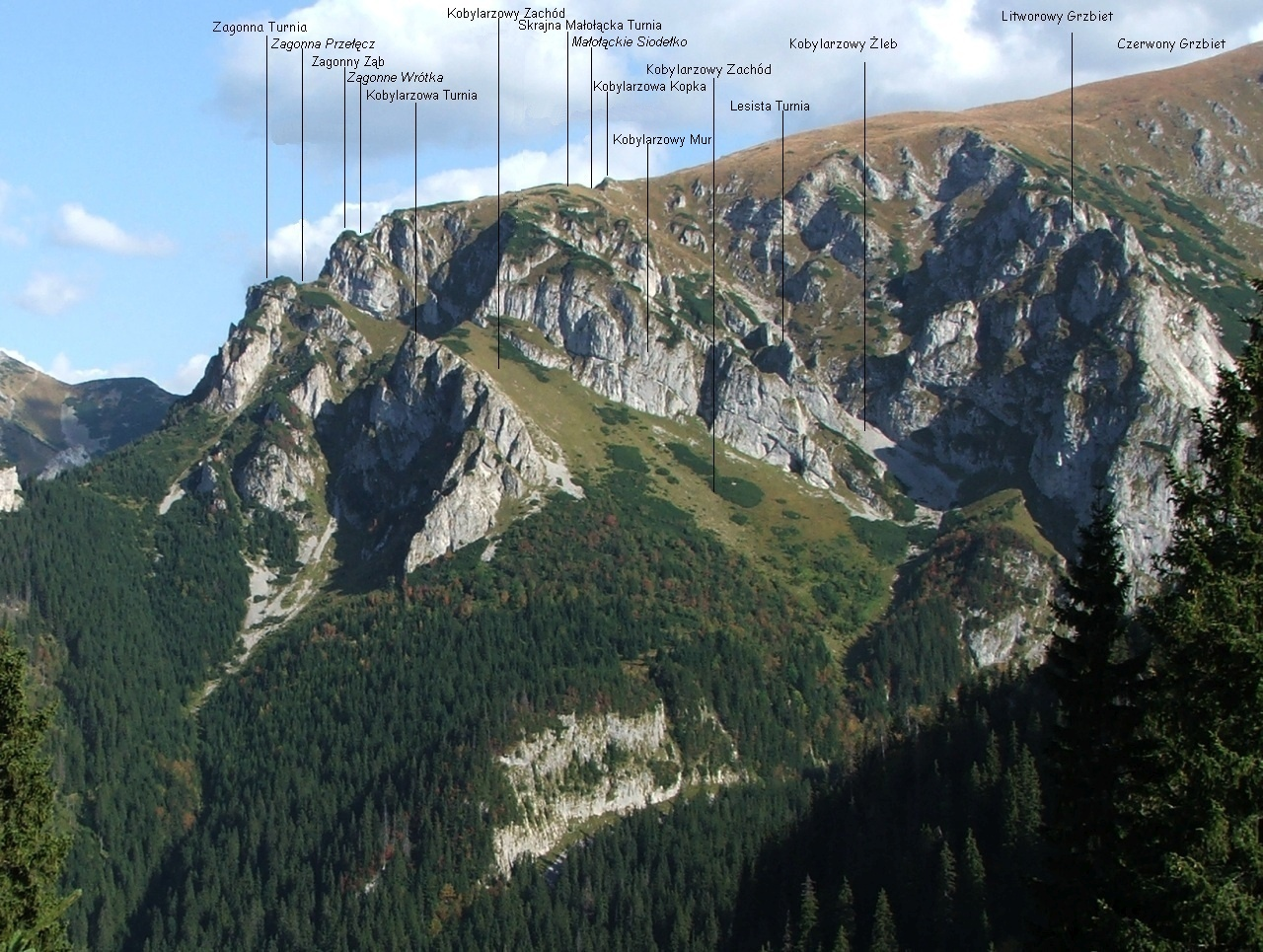
Kobylarzowy Zachód w Malołączniaku

Zachód – w taternickim rozumieniu jest to pozioma lub pochyła, długa i wąska część zbocza lub ściany, tworząca jak gdyby chodnik biegnący skośnie lub w poprzek góry. Jest rodzajem półki, ale jest zwykle dłuższy od niej i mniej regularny. Ponadto półka jest zwykle pozioma, zachód natomiast często jest skośny. Przykładem zachodu w polskich Tatrach może być Kobylarzowy Zachód w Małołączniaku.
Zachód nakryty z boku przewieszonymi skałami, zazwyczaj krótki i stromy to załupa.
Zachody często są wykorzystywane przez wspinaczy do pokonania ścian, są to bowiem często najłatwiejsze do przejścia miejsca w ścianach.